# Formula 1 – sezona 2009.
| FIA Svjetsko prvenstvo Formule 1 2009. | FIA Svjetsko prvenstvo Formule 1 2009. |
|                                        | Prvak                                  |
| -------------------------------------- | -------------------------------------- |
| Vozač                                  | Jenson Button (Brawn-Mercedes)         |
| Konstruktor                            | Brawn-Mercedes                         |
| Prethodna sezona                       | Sljedeća sezona                        |
| 2008.                                  | 2010.                                  |

Formula 1 – sezona 2009. bila je 60. sezona svjetskog prvenstva Formule 1 u organizaciji Međunarodne automobilističke federacije (FIA). Sezona se sastojala od 17 utrka, od kojih je prva bila Velika nagrada Australije 29. ožujka 2009., dok je sezona završila 1. studenoga 2009., prvom Velikom nagradom Abu Dhabija.
Jenson Button i Brawn GP osigurali su naslove u konkurenciji vozača i konstruktora na Velikoj nagradi Brazila, pretposljednjoj utrci sezone. Za Buttona i Brawn GP bio je to prvi naslov, dok je Brawn postao i prvi tim koji je osvojio naslov u prvenstvu konstruktora u svojoj debitantskoj sezoni. Button je deseti britanski vozač koji je osvojio naslov svjetskog prvaka Formule 1, i nakon uspjeha Lewisa Hamiltona u F1 2008., prvi puta su dva engleska vozača osvojili dva uzastopna naslova. Također, to su i prvi uzastopni britanski naslovi nakon Grahama Hilla (1968.) i Jackiea Stewarta (1969.).
U prvenstvu je sudjelovalo deset momčadi. S više izmjena pravila FIA je nastojala ograničiti troškove i umanjiti efekte svjetske financijske krize, i također, nastojalo se povećati atraktivnost utrka povratkom slick guma, promjenama u aerodinamici i uvođenjem sustava obnavljanja kinetičke energije (KERS), što su ukupno bile među najopsežnijim promjenama pravila u posljednjih nekoliko desetljeća.
Tim Brawn GP, nasljednik Honde, pobijedio je u šest od prvih sedam utrka, te je njihova sposobnost izvlačenja maksimuma iz novih pravila bila presudni faktor u prvenstvu prije drugog djela sezone kada su se borbi za pobjede priključile ostale momčadi. 2009, bila je prva sezona nakon 2005. u kojoj su sve ekipe osvajale bodove.

## Predsezona i testiranja
Predsjednik FIA-e Max Mosley najavio je dramatične promjene pravila za sezonu 2009. s namjerom povećanja spektakla i smanjenja troškova. Promjene ipak nisu mogle spriječiti povlačenje Honde, koja je prosinca 2008. najavila svoj odlazak iz Formule 1 s trenutačnim učinkom. Nakon višemjesečne neizvjesnosti, kada je menadžment otkupio tim, 5. ožujka 2009., potvrđeno je da će momčad nastupiti u sezoni 2009. po nazivom Brawn GP, s Mercedesovim motorima, i da će zadržati oba vozača, Jensona Buttona i Rubensa Barrichella.
Svjetsko prvenstvo u konkurenciji vozača zadržalo je tradicionalni način bodovanja nakon što je radi prigovora Udruženja Timova Formule 1 (Formula One Teams Association, FOTA) odbijen prijedlog Bernija Ecclestonea da se prvakom proglasi pobjednik najvećeg broja utrka. Momčadi su bile manje uspješne u svojim nastojanjima da se u kalendaru zadrže Velike nagrade Francuske i Kanade, koje su obje ispale iz prvenstva, dok je uvedena nova, Velika nagrada Abu Dhabija kao zadnja utrka sezone.
Prva grupna testiranja održana su na stazi Circuit de Catalunya, u Barceloni
studenoga 2008., dva tjedna nakon posljednje utrke prehodne sezone u Brazilu. Sve ekipe, osim Toyote, sudjelovale su u testiranjima nove aerodinamike i slick guma. Novi bolidi nisu bili po svačijem ukusu, te je BMW Sauberov test vozač Christian Klien izjavio da je to najružniji bolid kojeg je ikada vidio.
Na testiranjima 9. ožujka u Barceloni, gdje su sve momčadi dovele svoje bolide za sezonu 2009., prvi se puta pojavio Brawn GP, novoosnovani tim formiran nakon povlačenja Honde iz Fromule 1. Nova momčad, koju je predvodio Ross Brawn, odmah se istakla najboljim vremenima na početku testiranja. Na kraju dana, BMW Sauber je postigao najbolja vremena, dok je Brawn GP bio četvrti. Trećeg dana, Brawnov vozač Jenson Button bio je najbrži, sa sekundom razlike u odnosu na vozača Ferrarija Felipea Massu dok je Buttonov timski kolega Rubens Barrichello idućeg dana postigao još bolja vremena. Na dnu tablice s vremenima, momčad aktualnog prvaka Lewisa Hamiltona, McLaren, teško se prilagođavala novim pravilima, često 1,5 sekundu sporija od konkurencije. Massa je izjavio da nikada nije vidio McLaren toliko u zaostatku.
Veliki izvor kontroverzi tijekom zimske predsezone bili su stražnji difuzori. Tri Momčadi - Toyota, Williams i Brawn - predstavili su svoje bolide s difuzorom koji koristi stražnju strukturu za upijanje udaraca kao sredstvo stvaranja dodatnog aerodinamičkog pritiska. Takav dizajn odmah je naišao na prigovore, te samo nekoliko dana nakon predstavljanja bolida, konkurentske su ekipe zatražile od FIA-e razjašnjenje.
U srijedu prije prve utrke sezone u Australiji, sedam momčadi podiglo je službenu žalbu protiv difuzora na Williamsu FW31, Toyoti TF109 i Brawnu 001 tvrdeći da su ilegalni. Službenici FIA-e nisu prihvatili to stajalište te su presudili da su bolidi u skladu s pravilima. Ostalih šest momčadi uložilo je žalbu koja je razmotrena 14 travnja 2009, tjedan dana prije treće utrke prvenstva u Kini.

### Raspored prezentacija novih bolida
| Konstruktor | Šasija  | Datum        | Lokacija                              |
| ----------- | ------- | ------------ | ------------------------------------- |
| Ferrari     | F60     | 12. siječnja | Mugello, Italija                      |
| Toyota      | TF109   | 15. siječnja | Online                                |
| McLaren     | MP4-24  | 16. siječnja | Woking, Velika Britanija              |
| Renault     | R29     | 19. siječnja | Portimão, Portugal                    |
| Williams    | FW31    | 19. siječnja | Portimão, Portugal                    |
| BMW Sauber  | F1.09   | 20. siječnja | Valencia, Španjolska                  |
| Red Bull    | RB5     | 9. veljače   | Circuito de Jerez, Španjolska         |
| Force India | VJM02   | 1. ožujka    | Circuito de Jerez, Španjolska         |
| Brawn       | BGP 001 | 6. ožujka    | Silverstone Circuit, Velika Britanija |
| Toro Rosso  | STR4    | 9. ožujka    | Circuit de Catalunya, Španjolska      |

## Izvještaj
U prvom dijelu sezone, novoosnovani je Brawn GP dominirao uzastopnim pobjedama, djelomično zahvaljujući dizajnu dvostrukog difuzora, dok su drugi dio sezone karakterzirali bolji rezultati 
Red Bulla, Ferrarija i McLarena nakon što su se prilagodili novim pravilima. Jenson Button uspio je iskoristiti prednost Brawna početkom sezone pobijedivši u šest od prvih sedam utrka, što mu je donijelo njegov prvi naslov svjetskog prvaka. Najveći suparnici bili su mu Sebastian Vettel i timski kolega Rubens Barrichello,
s ukupno šest pobjeda i drugim i trećim mjestom u konačnom poretku.
Button je pobijedio prvu utrku sezone u Australiji, što je zajedno s drugim mjestom timskog kolege Rubensa Barrichella bila dvostruka pobjeda u prvom momčadskom nastupu u Formuli 1. Vozač Red Bulla Vettel bio je na drugom mjestu dok se nije sudario s BMW Sauberovim Robertom Kubicom, incident radi kojeg je utrka završila pod Safety Carom. Vozač Toyote Jarno Trulli bio je klasificiran u poretku unatoč McLarenovom lažnom prigovoru da je ilegalno prestigao Lewisa Hamiltona. Aktualni prvak Hamilton bio je diskvalificiran jer je lagao sucima te je nakon Velike nagrade Malezije bio u središtu pažnje, s glasinama da je na rubu povlačenja iz Formule 1. Dodatnu napetost izvan staze, uzrokovala je odluka FIA-e da su kontroverzni dvostruki difuzori koje koriste Brawn, Williams i Toyota, u skladu s pravilima. Dramatična utrka u Maleziji prekinuta je radi monsunskih vremenskih prilika, te je vozačima dodijeljena samo polovica bodova, praksa primijenjena tek peti put u povijesti prvenstva. Button je promjenjive vremenske prilike iskoristio za svoju drugu pobjedu. Velika nagrada Kine također se održala u kišnim uvjetima, 
ovog puta s Vettelom ispred svog kolege Marka Webbera, koji su ispred Brawnovog dvojca ostvarili prvu pobjedu za Red Bull. Povratak suhih uvjeta u sljedeće četiri utrke, omogućili su Buttonu da potvrdi svoje vodstvo pobjedama u Bahreinu, Španjolskoj, Monaku i Turskoj. Button je svoju prednost u odnosu na Barrichella povećao na 26 bodova, s još šest bodova prednosti ispred trećeplasiranog Vettela koji je izletio u Monaku i propustio priliku da pobijedi u Turskoj.
Velika nagrada Velike Britanije bila je prekretnica, s dominantnom dvostrukom pobjedom Vettela ispred timskog kolege Webbera u suhim uvjetima na stazi. Button utrku nije završio na podiju prvi puta u sezoni, plasiravši se šesti. Red Bull također je dominirao na idućoj Velikoj nagradi Njemačke, s Webberom koji je ostvario svoju prvu najbolju startnu poziciju i pobjedu, unatoč kazni prolaska kroz boks. Ferrari je također pokazivao znakove poboljšanja konkurentnosti, s Felipeom Massom na trećem mjestu, u njegovoj posljednjoj utrci sezone. Na kvalifikacijama iduće utrke u Mađarskoj, bio je ozlijeđen nakon što ga je amortizer koji je otpao s bolida Rubensa Barrichella pri brzini od 260 km/h pogodio u kacigu, incident koji je zasjenio utrku i pobjedu Lewisa Hamiltona. Ferrari je objavio da će Massu zamijeniti test vozač Luca Badoer, nakon što je radi ozljede vrata izostao mogući povratak sedmerostrukog svjetskog prvaka Michaela Schumachera.
Razočaravajućeg Baodera kasnije je zamijenio Giancarlo Fisichella, nakon što je za volanom 
Force Indije u Belgiji ostvario izvrsno drugo mjesto.
Velike nagrade Europe i Belgije donijele su prve sezonske pobjede Rubensu Barrichellu i Kimiju Räikkönenu dok je Buttonov 
pohod ka naslovu bio ugrožen lošim rezultatima na kvalifikacijama. Brawn se nakratko vratio u formu u Italiji, kada je Barrichello predvodio četvrtu momčadsku dvostruku pobjedu u sezoni. Dok je na Velikoj nagradi Singapura Webber doslovce izletio iz utrke za naslov, Vettel je održavao tanku mogućnost osvajanja prvenstva dominantnim nastupom u Japanu, gdje je Jarno Trulli osvojio za Toyotu posljednje pobjedničko postolje prije povlačenja iz prvenstva krajem sezone.
Oba prvenstva, u konkurenciji vozača i konstruktora, odlučena su na predzadnjoj utrci u Brazilu. Nakon loše odvezenih kvalifikacija po kiši, radi kojih je startao s 14. mjesta, Button je u utrci nadoknadio do petog mjesta, dovoljnog da si osigura naslov. U samoj utrci pobijedio je Mark Webber, dok je drugo mjesto Roberta Kubice bilo najbolji rezultat sezone za BMW Sauber (osim drugog mjesta Nicka Heidfelda na skraćenoj Velikoj nagradi Malezije) i njegovo jedino pobjedničko postolje u sezoni. Nakon sedamnaestog mjesta na startu, Lewis Hamilton je svojim trećim mjestom u utrci prestigao Kimija Raikkonena u prvenstvu i doveo McLaren na treće mjesto u prvenstvu konstruktora. Prva Velika nagrada Abu Dhabija, vožena u sumrak, zaokružila je sezonu pobjedom Sebastiana Vettela i drugim mjestom Marka Webbera, što je bila četvrta dvostruka pobjeda za Red Bull u sezoni.

## Momčadi i vozači
Sljedeći vozači i momčadi natjecali su se u Svjetskom prvenstvu Formule 1 2009:
| Konstruktor / Momčad                       | Šasija            | Motor                   | Gume | Broj | Vozači               | Utrke |
| ------------------------------------------ | ----------------- | ----------------------- | ---- | ---- | -------------------- | ----- |
| McLaren-Mercedes Vodafone McLaren Mercedes | McLaren MP4-24    | Mercedes FO 108W V8 2.4 | B    | 1    | Lewis Hamilton       | Sve   |
| McLaren-Mercedes Vodafone McLaren Mercedes | McLaren MP4-24    | Mercedes FO 108W V8 2.4 | B    | 2    | Heikki Kovalainen    | Sve   |
| Ferrari Scuderia Ferrari Marlboro          | Ferrari F60       | Ferrari 056 V8 2.4      | B    | 3    | Felipe Massa         | 1-10  |
| Ferrari Scuderia Ferrari Marlboro          | Ferrari F60       | Ferrari 056 V8 2.4      | B    | 3    | Luca Badoer          | 11-12 |
| Ferrari Scuderia Ferrari Marlboro          | Ferrari F60       | Ferrari 056 V8 2.4      | B    | 3    | Giancarlo Fisichella | 13-17 |
| Ferrari Scuderia Ferrari Marlboro          | Ferrari F60       | Ferrari 056 V8 2.4      | B    | 4    | Kimi Räikkönen       | Sve   |
| BMW Sauber-BMW BMW Sauber F1 Team          | BMW Sauber F1.09  | BMW P86/9 V8 2.4        | B    | 5    | Robert Kubica        | Sve   |
| BMW Sauber-BMW BMW Sauber F1 Team          | BMW Sauber F1.09  | BMW P86/9 V8 2.4        | B    | 6    | Nick Heidfeld        | Sve   |
| Renault ING Renault F1 Team                | Renault R29       | Renault RS27 V8 2.4     | B    | 7    | Fernando Alonso      | 1-13  |
| Renault ING Renault F1 Team                | Renault R29       | Renault RS27 V8 2.4     | B    | 8    | Nelson Piquet Jr.    | 1-10  |
| Renault ING Renault F1 Team                | Renault R29       | Renault RS27 V8 2.4     | B    | 8    | Romain Grosjean      | 11-13 |
| Renault Renault F1 Team                    | Renault R29       | Renault RS27 V8 2.4     | B    | 7    | Fernando Alonso      | 14-17 |
| Renault Renault F1 Team                    | Renault R29       | Renault RS27 V8 2.4     | B    | 8    | Romain Grosjean      | 14-17 |
| Toyota Panasonic Toyota Racing             | Toyota TF109      | Toyota RVX-09 V8 2.4    | B    | 9    | Jarno Trulli         | Sve   |
| Toyota Panasonic Toyota Racing             | Toyota TF109      | Toyota RVX-09 V8 2.4    | B    | 10   | Timo Glock           | 1-15  |
| Toyota Panasonic Toyota Racing             | Toyota TF109      | Toyota RVX-09 V8 2.4    | B    | 10   | Kamui Kobayashi      | 16-17 |
| Toro Rosso-Ferrari Scuderia Toro Rosso     | Toro Rosso STR4   | Ferrari 056 V8 2.4      | B    | 11   | Sébastien Bourdais   | 1-9   |
| Toro Rosso-Ferrari Scuderia Toro Rosso     | Toro Rosso STR4   | Ferrari 056 V8 2.4      | B    | 11   | Jaime Alguersuari    | 10-17 |
| Toro Rosso-Ferrari Scuderia Toro Rosso     | Toro Rosso STR4   | Ferrari 056 V8 2.4      | B    | 12   | Sébastien Buemi      | Sve   |
| Red Bull-Renault Red Bull Racing           | Red Bull RB5      | Renault RS27 V8 2.4     | B    | 14   | Mark Webber          | Sve   |
| Red Bull-Renault Red Bull Racing           | Red Bull RB5      | Renault RS27 V8 2.4     | B    | 15   | Sebastian Vettel     | Sve   |
| Williams-Toyota AT&T Williams              | Williams FW31     | Toyota RVX-09 V8 2.4    | B    | 16   | Nico Rosberg         | Sve   |
| Williams-Toyota AT&T Williams              | Williams FW31     | Toyota RVX-09 V8 2.4    | B    | 17   | Kazuki Nakađima      | Sve   |
| Force India-Mercedes Force India F1 Team   | Force India VJM02 | Mercedes FO 108W V8 2.4 | B    | 20   | Adrian Sutil         | Sve   |
| Force India-Mercedes Force India F1 Team   | Force India VJM02 | Mercedes FO 108W V8 2.4 | B    | 21   | Giancarlo Fisichella | 1-12  |
| Force India-Mercedes Force India F1 Team   | Force India VJM02 | Mercedes FO 108W V8 2.4 | B    | 21   | Vitantonio Liuzzi    | 13-17 |
| Brawn-Mercedes Brawn GP Formula 1 Team     | Brawn BGP 001     | Mercedes FO 108W V8 2.4 | B    | 22   | Jenson Button        | Sve   |
| Brawn-Mercedes Brawn GP Formula 1 Team     | Brawn BGP 001     | Mercedes FO 108W V8 2.4 | B    | 23   | Rubens Barrichello   | Sve   |

### Promjene momčadi
- Honda F1 najavila je u prosincu 2008. da se povlači iz sezone 2009. radi problema uzrokovanih svjetskom financijskom krizom i fokusiranja na svoje glavne poslovne aktivnosti.[5][6] 5. ožujka, potvrđeno je da će se u sezoni 2009. tim natjecati kao Brawn GP, s Mercedesovim motorima, nakon što je menadžment otkupio momčad, te da će zadržati oba vozača, Jensona Buttona i Rubensa Barrichella.[7]
- Force India je promijenila svog dobavljača motora, s Ferrarija na Mercedes u petogodišnjem ugovoru.[39]
- Gerhard Berger prodao je Red Bullu svoj 50 postotni udio u Toro Rossu, tvrdeći da nova pravila "neće omogućiti napredovanje malih momčadi kao STR".[40]

### Promjene vozača
Promijenili momčad
- Sebastian Vettel: Scuderia Toro Rosso → Red Bull Racing
- Anthony Davidson: Super Aguri / Honda Racing (test vozač) → Brawn GP (test vozač)

Debitanti
- Sébastien Buemi: Trust Team Arden (GP2) → Scuderia Toro Rosso

Napustili prvenstvo
- David Coulthard: Red Bull Racing → savjetnik i test vozač za Red Bull/BBC analitičar.
- Takuma Sato: Super Aguri → dopust

Promjene tijekom sezone
- Sébastien Bourdais je otpušten iz momčadi Toro Rosso nakon Velike nagrade Njemačke 2009. Zamijenio ga je vozač iz prvenstva World Series by Renault Jaime Alguersuari, koji je ranije bio rezervni vozač za ekipe Red Bull i Toro Rosso.
- Felipe Massa je bio ozlijeđen tijekom kvalifikacija za Veliku nagradu Mađarske. Sedmerostruki svjetski prvak i Ferrarijev savjetnik Michael Schumacher isprva je prihvatio ponudu na zamijeni Massu dok se ne oporavi,[41] ali je odsutao od povrataka radi ozljede vrata.[42] Ferarijev test vozač Luca Badoer natjecao se umjesto Masse na dvije utrke,[43] prije nego što ga je vozač Force Indije Giancarlo Fisichella zamijenio za ostatak sezone.[44]
- Nelson Piquet, Jr. napustio je Renault tijekom četverotjedne ljetne pauze. Zamijenio ga je francuz Romain Grosjean.[45]
- Nakon što je Fisichella prešao u Ferrari, 7. rujna je potvrđen Vitantonio Liuzzi kao njegova zamjena u Force Indiji.[46]
- Kamui Kobayashi zamijenio je Timu Glocka u posljednje dvije utrke sezone nakon što se Glock ozlijedio na Velikoj nagradi Japana.[47]

## Kalendar sezone 2009.
Nakon nekoliko izmjena, FIA je 5. studenoga 2008. objavila kalendar za sezonu 2009.
| Rd. | Službeni naziv utrke                   | Velika nagrada      | Staza                                      | Datum         | Vrijeme | Vrijeme |
| Rd. | Službeni naziv utrke                   | Velika nagrada      | Staza                                      | Datum         | Mjesno  | UTC     |
| --- | -------------------------------------- | ------------------- | ------------------------------------------ | ------------- | ------- | ------- |
| 1   | Australian Grand Prix                  | VN Australije       | Melbourne Grand Prix Circuit               | 29. Ožujka    | 17:00   | 06:00   |
| 2   | Petronas Malaysian Grand Prix          | VN Malezije         | Sepang International Circuit, Kuala Lumpur | 5. Travnja    | 17:00   | 09:00   |
| 3   | Chinese Grand Prix                     | VN Kine             | Shanghai International Circuit             | 19. travnja   | 15:00   | 07:00   |
| 4   | Gulf Air Bahrain Grand Prix            | VN Bahreina         | Bahrain International Circuit, Sakhir      | 26. travnja   | 15:00   | 12:00   |
| 5   | Gran Premio de España Telefónica       | VN Španjolske       | Circuit de Catalunya, Barcelona            | 10. svibnja   | 14:00   | 12:00   |
| 6   | Grand Prix de Monaco                   | VN Monaka           | Circuit de Monaco, Monte Carlo             | 24. svibnja   | 14:00   | 12:00   |
| 7   | ING Turkish Grand Prix                 | VN Turske           | Istanbul Park                              | 7. lipnja     | 15:00   | 12:00   |
| 8   | Santander British Grand Prix           | VN Velike Britanije | Silverstone Circuit                        | 21. lipnja    | 13:00   | 12:00   |
| 9   | Großer Preis Santander von Deutschland | VN Njemačke         | Nürburgring                                | 12. srpnja    | 14:00   | 12:00   |
| 10  | ING Magyar Nagydíj                     | VN Mađarske         | Hungaroring, Budimpešta                    | 26. srpnja    | 14:00   | 12:00   |
| 11  | Telefónica Grand Prix of Europe        | VN Europe           | Valencia Street Circuit                    | 23. kolovoza  | 14:00   | 12:00   |
| 12  | ING Belgian Grand Prix                 | VN Belgije          | Circuit de Spa-Francorchamps, Spa          | 30. kolovoza  | 14:00   | 12:00   |
| 13  | Gran Premio Santander d'Italia         | VN Italije          | Autodromo Nazionale Monza                  | 13. rujna     | 14:00   | 12:00   |
| 14  | SingTel Singapore Grand Prix*          | VN Singapura        | Marina Bay Street Circuit                  | 27, rujna     | 20:00   | 12:00   |
| 15  | Fuji Television Japanese Grand Prix    | VN Japana           | Suzuka Circuit, Suzuka                     | 4. listopada  | 14:00   | 05:00   |
| 16  | Grande Prêmio Petrobras do Brasil      | VN Brazila          | Autódromo José Carlos Pace, São Paulo      | 18. listopada | 14:00   | 16:00   |
| 17  | Etihad Airways Abu Dhabi Grand Prix**  | VN Abu Dhabija      | Yas Marina Circuit***                      | 1. studenoga  | 17:00   | 13:00   |

*Noćna utrka
**Utrka u sumrak
***Nova staza

### Promjene kalendara
- Prva Velika nagrada Abu Dhabija uvedena je u kalendar kao dio ekspanzije Formule 1 na bliskom istoku.[51] Utrka se održala na novoj stazi Yas Marina Circuit, izgrađenoj prema projektu Hermanna Tilkea. Velika nagrada Abu Dhabija 1. studenoga, bila je zadnja utrka sezone 2009.
- Nakon što je ispala iz kalendara 2007., kada je zamijenjena stazom Fuji Speedway, staza u Suzuki 2009. ponovo je domaćin Velike nagrade Japana.
- 7. listopada 2008., FIA je objavila konačni kalendar sezone 2009, bez Velike nagrade Kanade (naizgled radi financijskih problema) i premještaj za Veliku nagradu Turske na 7. lipnja 2009.[52] Sezona 2009., bila je prva sezona od 1958. bez utrke u Sjevernoj Americi.[53] Prije nego što je isključena, Velika nagrada Kanade bila je na privremenom rasporedu.[54][55]
- 15. listopada 2008., organizatori Velike nagrade Francuske najavili su na svojoj službenoj internetskoj stranici da utrka neće biti uvrštena u sezonu 2009., kao razlog navodeći "ekonomske probleme".[56][57] Od prve sezone Formule 1 1950., to je tek drugi puta, nakon 1955., da u sezoni nije bilo Velike nagrade Francuske.[58] Utrka je bila uvrštena u "konačni" raspored za 2009., jer je Bernie Ecclestone ranije izjavio da će ostati u kalendaru, jer imaju ugovor do 2011.[59]
- 5. studenoga 2008., FIA World Council premjestio je Veliku nagradu Kine u travanj i reorganizirao ostale radi ispadanja Velike nagrade Francuske.[60]

## Promjene pravila
22. prosinca 2006., FIA je objavila tehnička pravila za sezonu 2009. Pravila su bila izmijenjena nekoliko puta radi prihvaćanja nalaza Radne grupe za pretjecanja (formirane kao odgovor na činjenicu da je pretjecanje u utrkivanju kotač do kotača postalo sve rjeđe) i radi sve veće potrebe za smanjenjem troškova u svjetlu ekonomske krize. Neke promjene uvedene su kasnije.
- Slick gume vratile su se prvi puta nakon što su zabranjene 1998. Bridgestone je bio i dalje jedini dobavljač guma, te su vozači morali i ove sezone koristiti obje mješavine guma tijekom utrke.[64] Meke gume označavane su zelenim rubom na vanjskoj strani guma, umjesto bijelih traka u udubini korištenih u F1 2008.[65] Dodatno, gume za kišu preimenovane su u "intermediate" (srednje, prelazne) dok su gume za ekstremno loše vrijeme preimenovane u "wet" (mokro).[66]
- Aerodinamička pravila radikalno su izmijenjena za sezonu 2009. Prednja krila učinjena su nižim i širim, dok su stražnja krila znatno viša i uža, što je bolide iz 2009. izgledom učinilo znatno različitim u odnosu na bolide prethodnih sezona, te je više vozača izrazilo zabrinutost da bi šira prednja krila mogla prouzročiti više incidenata, posebno na startu utrka kada bolidi voze međusobno vrlo blizu. Kao i kod promjena dimenzija krila, karoserija je postala znatno više regulirana sa zabranom mnogih dodatnih komponenti redovno korištenih u prethodnim sezonama (uključujući barge boards, winglets, turning vanes, chimneys, Viking horns i  dumbo ears). Stražnji difuzor premješten je unazad i prema gore. Mnoge druge manje komponente šasije također su standardizirane. Cilj novih aerodinamičkih pravila, kao i povratka slick guma, bio je smanjiti efikasnost aerodinamičkog pritiska i povećati mehanički grip radi lakšeg utrkivanja kotač do kotača.
- Prvi puta je dozvoljeno korištenje karoserije koju može modificirati vozač u vožnji, u obliku prilagodivih zakrilaca na prednjem krilu.[67] Mogućnost prilagođavanja zakrilca je do šest stupnjeva, ograničeno na samo dva podešavanja po krugu.
- Zajedno s izmjenama na karoseriji i dimenzijama guma, dokument iz 2006. također je uključivao detalje KERS-a. To je sustav obnovljivog kočenja dizajniran za prikupljanje dijela kinetičke energije bolida, koja se inače rasipa u obliku topline tijekom kočenja. Prikupljena energija može se uskladištiti električno, u bateriji ili u superkondenzatoru, ili mehanički u zamašnjaku, kao izvor dodatne snage ubrzanja na odluku vozača, preko komande boost button na volanu. Pravila ograničavaju dodatnu snagu na oko 82 ks (61 kW) tijekom šest sekundi po krugu. Pravila ne nameću obavezno korištenje KERS-a, te radi mogućnosti slabih povećanja performansi bolida, kao i sigurnosnih implikacija, vrlo mali broj bolida se odlučio koristiti sustav, od najviše osam bolida u Bahreinu do samo četiri (Ferrari i McLaren) na nekoliko zadnjih utrka. Radi toga, i relativne skupoće, KERS se neće korisiti u sezoni 2010.
- Dok je 2008. objavljeno da FIA planira uvođenje ograničenja budžeta radi limitiranja obima troškova momčadi u Formule 1,[68] obim ograničenja nije dogovoren te se od namjere odustalo. Umjesto toga, troškovi su smanjeni potpunom zabranom testiranja tijekom sezone, prisilnim smanjenjem korištenja zračnog tunela, dijeljenjem više podataka tijekom vikenda utrke i povećanjem minimalnog radnog vijeka motora koji mora trajati tri utrke umjesto dvije, što je vrijedilo 2008. Mjenjači moraju izdržati četiri utrke, te je previđena kazna od pet mjesta na startu ako se promijeni tijekom vikenda prije utrke.
- Svaki vozač je ograničen na maksimum od osam motora tijekom sezone, s dodatnih četiri motora za treninge i testiranja. (premda su neki vozači iskoristili svih osam, niti jedan vozač nije prekoračio taj limit. Ako bi to učinili, dobili bi kaznu od 10 mjesta na startu za svako dodatno korištenje motora). Radi poticanja poboljšanja pouzdanosti, režim rotacije je smanjen s 19 000 RPM na 18 000 RPM.[69]
- Pravilo koje nalaže zabranu ulaska u boks tijekom perioda sigurnosnog automobila u 2009. je ukinuto. Pravilo je uvedeno 2007. radi sprečavanja brzih povratka vozača u boks radi nadolijevanja gorivom, s mogućnošću isuviše brze vožnje kroz zonu s incidentom, ali uspješno je razvijen softver kao rješenje tog problema.[70] Ograničenje brzine u boksevima također je povećano s 80 na 100 km/h.
- FIA je izvorno izjavila da će vozač s najviše pobjeda na kraju sezone biti pobjednik svjetskog prvenstva Formule 1 2009., ali od te se odluke odustalo nakon protivljenja momčadi i vozača.[71][72] FOTA je tvrdila da FIA ne može mijenjati pravila tako blizu početka sezone bez pristanka svih momčadi.[8][73] Drugi prijedlozi koje je FIA odbila bili su uvođenje novog sustava bodovanja sa skalom 12–9–7–5–4–3–2–1 i dodijeljivanje medalja za prvo, drugo i treće mjesto.[66]

## Rezulati i poredak

### Velike nagrade
| Rd. | Velika nagrada      | Prvo mjesto na startu | Najbrži krug       | Pobjednik (vozači) | Pobjednik (konstruktori) | Izvještaj |
| --- | ------------------- | --------------------- | ------------------ | ------------------ | ------------------------ | --------- |
| 1.  | VN Australije       | Jenson Button         | Nico Rosberg       | Jenson Button      | Brawn-Mercedes           | Izvještaj |
| 2.  | VN Malezije         | Jenson Button         | Jenson Button      | Jenson Button      | Brawn-Mercedes           | Izvještaj |
| 3.  | VN Kine             | Sebastian Vettel      | Rubens Barrichello | Sebastian Vettel   | Red Bull-Renault         | Izvještaj |
| 4.  | VN Bahreina         | Jarno Trulli          | Jarno Trulli       | Jenson Button      | Brawn-Mercedes           | Izvještaj |
| 5.  | VN Španjolske       | Jenson Button         | Rubens Barrichello | Jenson Button      | Brawn-Mercedes           | Izvještaj |
| 6.  | VN Monaka           | Jenson Button         | Felipe Massa       | Jenson Button      | Brawn-Mercedes           | Izvještaj |
| 7.  | VN Turske           | Sebastian Vettel      | Jenson Button      | Jenson Button      | Brawn-Mercedes           | Izvještaj |
| 8.  | VN Velike Britanije | Sebastian Vettel      | Sebastian Vettel   | Sebastian Vettel   | Red Bull-Renault         | Izvještaj |
| 9.  | VN Njemačke         | Mark Webber           | Fernando Alonso    | Mark Webber        | Red Bull-Renault         | Izvještaj |
| 10. | VN Mađarske         | Fernando Alonso       | Mark Webber        | Lewis Hamilton     | McLaren-Mercedes         | Izvještaj |
| 11. | VN Europe           | Lewis Hamilton        | Timo Glock         | Rubens Barrichello | Brawn-Mercedes           | Izvještaj |
| 12. | VN Belgije          | Giancarlo Fisichella  | Sebastian Vettel   | Kimi Räikkönen     | Ferrari                  | Izvještaj |
| 13. | VN Italije          | Lewis Hamilton        | Adrian Sutil       | Rubens Barrichello | Brawn-Mercedes           | Izvještaj |
| 14. | VN Singapura        | Lewis Hamilton        | Fernando Alonso    | Lewis Hamilton     | McLaren-Mercedes         | Izvještaj |
| 15. | VN Japana           | Sebastian Vettel      | Mark Webber        | Sebastian Vettel   | Red Bull-Renault         | Izvještaj |
| 16. | VN Brazila          | Rubens Barrichello    | Mark Webber        | Mark Webber        | Red Bull-Renault         | Izvještaj |
| 17. | VN Abu Dhabija      | Lewis Hamilton        | Sebastian Vettel   | Sebastian Vettel   | Red Bull-Renault         | Izvještaj |

### Vozači
| Poz. | Vozač                | AUS | MAL ** | KIN | BHR | ŠPA | MON | TUR | VB  | NJE | MAĐ | EUR | BEL | ITA | SIN | JAP | BRA | ABU | Bodovi |
| ---- | -------------------- | --- | ------ | --- | --- | --- | --- | --- | --- | --- | --- | --- | --- | --- | --- | --- | --- | --- | ------ |
| 1    | Jenson Button        | 1   | 1      | 3   | 1   | 1   | 1   | 1   | 6   | 5   | 7   | 7   | Ret | 2   | 5   | 8   | 5   | 3   | 95     |
| 2    | Sebastian Vettel     | 13* | 15*    | 1   | 2   | 4   | Ret | 3   | 1   | 2   | Ret | Ret | 3   | 8   | 4   | 1   | 4   | 1   | 84     |
| 3    | Rubens Barrichello   | 2   | 5      | 4   | 5   | 2   | 2   | Ret | 3   | 6   | 10  | 1   | 7   | 1   | 6   | 7   | 8   | 4   | 77     |
| 4    | Mark Webber          | 12  | 6      | 2   | 11  | 3   | 5   | 2   | 2   | 1   | 3   | 9   | 9   | Ret | Ret | 17  | 1   | 2   | 69.5   |
| 5    | Lewis Hamilton       | DSQ | 7      | 6   | 4   | 9   | 12  | 13  | 16  | 18  | 1   | 2   | Ret | 12* | 1   | 3   | 3   | Ret | 49     |
| 6    | Kimi Räikkönen       | 15* | 14     | 10  | 6   | Ret | 3   | 9   | 8   | Ret | 2   | 3   | 1   | 3   | 10  | 4   | 6   | 12  | 48     |
| 7    | Nico Rosberg         | 6   | 8      | 15  | 9   | 8   | 6   | 5   | 5   | 4   | 4   | 5   | 8   | 16  | 11  | 5   | Ret | 9   | 34.5   |
| 8    | Jarno Trulli         | 3   | 4      | Ret | 3   | Ret | 13  | 4   | 7   | 17  | 8   | 13  | Ret | 14  | 12  | 2   | Ret | 7   | 32.5   |
| 9    | Fernando Alonso      | 5   | 11     | 9   | 8   | 5   | 7   | 10  | 14  | 7   | Ret | 6   | Ret | 5   | 3   | 10  | Ret | 14  | 26     |
| 10   | Timo Glock           | 4   | 3      | 7   | 7   | 10  | 10  | 8   | 9   | 9   | 6   | 14  | 10  | 11  | 2   | DNS | INJ | INJ | 24     |
| 11   | Felipe Massa         | Ret | 9      | Ret | 14  | 6   | 4   | 6   | 4   | 3   | DNS | INJ | INJ | INJ | INJ | INJ | INJ | INJ | 22     |
| 12   | Heikki Kovalainen    | Ret | Ret    | 5   | 12  | Ret | Ret | 14  | Ret | 8   | 5   | 4   | 6   | 6   | 7   | 11  | 12  | 11  | 22     |
| 13   | Nick Heidfeld        | 10  | 2      | 12  | 19  | 7   | 11  | 11  | 15  | 10  | 11  | 11  | 5   | 7   | Ret | 6   | Ret | 5   | 19     |
| 14   | Robert Kubica        | 14* | Ret    | 13  | 18  | 11  | Ret | 7   | 13  | 14  | 13  | 8   | 4   | Ret | 8   | 9   | 2   | 10  | 17     |
| 15   | Giancarlo Fisichella | 11  | 18*    | 14  | 15  | 14  | 9   | Ret | 10  | 11  | 14  | 12  | 2   | 9   | 13  | 12  | 10  | 16  | 8      |
| 16   | Sébastien Buemi      | 7   | 16*    | 8   | 17  | Ret | Ret | 15  | 18  | 16  | 16  | Ret | 12  | 13* | Ret | Ret | 7   | 8   | 5      |
| 17   | Adrian Sutil         | 9   | 17     | 17* | 16  | Ret | 14  | 17  | 17  | 15  | Ret | 10  | 11  | 4   | Ret | 13  | Ret | 17  | 5      |
| 18   | Kamui Kobayashi      |     |        |     |     |     |     |     |     |     |     |     |     |     |     | PO  | 9   | 6   | 3      |
| 19   | Sébastien Bourdais   | 8   | 10     | 11  | 13  | Ret | 8   | 18  | Ret | Ret |     |     |     |     |     |     |     |     | 2      |
| 20   | Kazuki Nakajima      | Ret | 12     | Ret | Ret | 13  | 15* | 12  | 11  | 12  | 9   | 18  | 13  | 10  | 9   | 15  | Ret | 13  | 0      |
| 21   | Nelsinho Piquet      | Ret | 13     | 16  | 10  | 12  | Ret | 16  | 12  | 13  | 12  |     |     |     |     |     |     |     | 0      |
| 22   | Vitantonio Liuzzi    |     |        |     |     |     |     |     |     |     |     |     |     | Ret | 14  | 14  | 11  | 15  | 0      |
| 23   | Romain Grosjean      |     |        |     |     |     |     |     |     |     |     | 15  | Ret | 15  | Ret | 16  | 13  | 18  | 0      |
| 24   | Jaime Alguersuari    |     |        |     |     |     |     |     |     |     | 15  | 16  | Ret | Ret | Ret | Ret | 14  | Ret | 0      |
| 25   | Luca Badoer          |     |        |     |     |     |     |     |     |     |     | 17  | 14  |     |     |     |     |     | 0      |
| Poz. | Vozač                | AUS | MAL ** | KIN | BHR | ŠPA | MON | TUR | VB  | NJE | MAĐ | EUR | BEL | ITA | SIN | JAP | BRA | ABU | Bodovi |

| Boja       | Rezultat                   | Oznaka boje |
| ---------- | -------------------------- | ----------- |
| Zlato      | 1. mjesto                  | #FFFFBF     |
| Srebro     | 2. mjesto                  | #DFDFDF     |
| Bronca     | 3. mjesto                  | #FFDF9F     |
| Zeleno     | U cilju osvojivši bodove   | #DFFFDF     |
| Plavo      | U cilju bez bodova         | #CFCFFF     |
| Ljubičasto | Nije završio utrku (Ret)   | #EFCFFF     |
| Ljubičasto | Nije klasificiran (NC)     | #EFCFFF     |
| Crveno     | Nije se kvalificirao (DNQ) | #FFCFCF     |
| Crno       | Diskvalificaran (DSQ)      | #000000     |
| Bijelo     | Nije startao (DNS)         | #FFFFFF     |
| Bez boje   | Nije sudjelovao            |             |
| Bez boje   | Bolovanje (INJ)            |             |
| Bez boje   | Isključen (EX)             |             |

* Vozač nije završio utrku ali se klasificirao jer je prošao više od 90 % dužine utrke.
** Radi prekida Velike nagrade Malezije prije kompletiranja 75% distance, dodijeljeno je samo pola bodova.

### Konstruktori
| Poz. | Konstruktor          | Br. | AUS | MAL** | KIN | BHR | ŠPA | MON | TUR | VB  | NJE | MAĐ | EUR | BEL | ITA | SIN | JAP | BRA | ABU | Bodovi |
| ---- | -------------------- | --- | --- | ----- | --- | --- | --- | --- | --- | --- | --- | --- | --- | --- | --- | --- | --- | --- | --- | ------ |
| 1    | Brawn-Mercedes       | 22  | 1   | 1     | 3   | 1   | 1   | 1   | 1   | 6   | 5   | 7   | 7   | Ret | 2   | 5   | 8   | 5   | 3   | 172    |
| 1    | Brawn-Mercedes       | 23  | 2   | 5     | 4   | 5   | 2   | 2   | Ret | 3   | 6   | 10  | 1   | 7   | 1   | 6   | 7   | 8   | 4   | 172    |
| 2    | Red Bull-Renault     | 14  | 12  | 6     | 2   | 11  | 3   | 5   | 2   | 2   | 1   | 3   | 9   | 9   | Ret | Ret | 17  | 1   | 2   | 153.5  |
| 2    | Red Bull-Renault     | 15  | 13* | 15*   | 1   | 2   | 4   | Ret | 3   | 1   | 2   | Ret | Ret | 3   | 8   | 4   | 1   | 4   | 1   | 153.5  |
| 3    | McLaren-Mercedes     | 1   | DSQ | 7     | 6   | 4   | 9   | 12  | 13  | 16  | 18  | 1   | 2   | Ret | 12* | 1   | 3   | 3   | Ret | 71     |
| 3    | McLaren-Mercedes     | 2   | Ret | Ret   | 5   | 12  | Ret | Ret | 14  | Ret | 8   | 5   | 4   | 6   | 6   | 7   | 11  | 12  | 11  | 71     |
| 4    | Ferrari              | 3   | Ret | 9     | Ret | 14  | 6   | 4   | 6   | 4   | 3   | DNS | 17  | 14  | 9   | 13  | 12  | 10  | 16  | 70     |
| 4    | Ferrari              | 4   | 15* | 14    | 10  | 6   | Ret | 3   | 9   | 8   | Ret | 2   | 3   | 1   | 3   | 10  | 4   | 6   | 12  | 70     |
| 5    | Toyota               | 9   | 3   | 4     | Ret | 3   | Ret | 13  | 4   | 7   | 17  | 8   | 13  | Ret | 14  | 12  | 2   | Ret | 7   | 59.5   |
| 5    | Toyota               | 10  | 4   | 3     | 7   | 7   | 10  | 10  | 8   | 9   | 9   | 6   | 14  | 10  | 11  | 2   | DNS | 9   | 6   | 59.5   |
| 6    | BMW Sauber-BMW       | 5   | 14* | Ret   | 13  | 18  | 11  | Ret | 7   | 13  | 14  | 13  | 8   | 4   | Ret | 8   | 9   | 2   | 10  | 36     |
| 6    | BMW Sauber-BMW       | 6   | 10  | 2     | 12  | 19  | 7   | 11  | 11  | 15  | 10  | 11  | 11  | 5   | 7   | Ret | 6   | Ret | 5   | 36     |
| 7    | Williams-Toyota      | 16  | 6   | 8     | 15  | 9   | 8   | 6   | 5   | 5   | 4   | 4   | 5   | 8   | 16  | 11  | 5   | Ret | 9   | 34.5   |
| 7    | Williams-Toyota      | 17  | Ret | 12    | Ret | Ret | 13  | 15* | 12  | 11  | 12  | 9   | 18  | 13  | 10  | 9   | 15  | Ret | 13  | 34.5   |
| 8    | Renault              | 7   | 5   | 11    | 9   | 8   | 5   | 7   | 10  | 14  | 7   | Ret | 6   | Ret | 5   | 3   | 10  | Ret | 14  | 26     |
| 8    | Renault              | 8   | Ret | 13    | 16  | 10  | 12  | Ret | 16  | 12  | 13  | 12  | 15  | Ret | 15  | Ret | 16  | 13  | 18  | 26     |
| 9    | Force India-Mercedes | 20  | 9   | 17    | 17* | 16  | Ret | 14  | 17  | 17  | 15  | Ret | 10  | 11  | 4   | Ret | 13  | Ret | 17  | 13     |
| 9    | Force India-Mercedes | 21  | 11  | 18*   | 14  | 15  | 14  | 9   | Ret | 10  | 11  | 14  | 12  | 2   | Ret | 14  | 14  | 11  | 15  | 13     |
| 10   | Toro Rosso-Ferrari   | 11  | 8   | 10    | 11  | 13  | Ret | 8   | 18  | Ret | Ret | 15  | 16  | Ret | Ret | Ret | Ret | 14  | Ret | 8      |
| 10   | Toro Rosso-Ferrari   | 12  | 7   | 16*   | 8   | 17  | Ret | Ret | 15  | 18  | 16  | 16  | Ret | 12  | 13* | Ret | Ret | 7   | 8   | 8      |
| Poz. | Konstruktor          | Br. | AUS | MAL** | KIN | BHR | ŠPA | MON | TUR | VB  | NJE | MAĐ | EUR | BEL | ITA | SIN | JAP | BRA | ABU | Bodovi |

| Boja       | Rezultat                   | Oznaka boje |
| ---------- | -------------------------- | ----------- |
| Zlato      | 1. mjesto                  | #FFFFBF     |
| Srebro     | 2. mjesto                  | #DFDFDF     |
| Bronca     | 3. mjesto                  | #FFDF9F     |
| Zeleno     | U cilju osvojivši bodove   | #DFFFDF     |
| Plavo      | U cilju bez bodova         | #CFCFFF     |
| Ljubičasto | Nije završio utrku (Ret)   | #EFCFFF     |
| Ljubičasto | Nije klasificiran (NC)     | #EFCFFF     |
| Crveno     | Nije se kvalificirao (DNQ) | #FFCFCF     |
| Crno       | Diskvalificaran (DSQ)      | #000000     |
| Bijelo     | Nije startao (DNS)         | #FFFFFF     |
| Bez boje   | Nije sudjelovao            |             |
| Bez boje   | Bolovanje (INJ)            |             |
| Bez boje   | Isključen (EX)             |             |

* Vozač nije završio utrku ali se klasificirao jer je prošao više od 90 % dužine utrke.
** Radi prekida Velike nagrade Malezije prije kompletiranja 75% distance, dodijeljeno je samo pola bodova.

## Statistike

### Vozači
| Poz. | Vozač                | Konstruktor(i)               | Startovi | Ciljevi | Pobjede | Podiji | Prva mjesta na startu | Najbrži krugovi | Bodovi |
| ---- | -------------------- | ---------------------------- | -------- | ------- | ------- | ------ | --------------------- | --------------- | ------ |
| 1    | Jenson Button        | Brawn-Mercedes               | 17       | 16      | 6       | 9      | 4                     | 2               | 95     |
| 2    | Sebastian Vettel     | Red Bull-Renault             | 17       | 14      | 4       | 8      | 4                     | 3               | 84     |
| 3    | Rubens Barrichello   | Brawn-Mercedes               | 17       | 16      | 2       | 6      | 1                     | 2               | 77     |
| 4    | Mark Webber          | Red Bull-Renault             | 17       | 15      | 2       | 8      | 1                     | 3               | 69.5   |
| 5    | Lewis Hamilton       | McLaren-Mercedes             | 17       | 14      | 2       | 5      | 4                     | 0               | 49     |
| 6    | Kimi Räikkönen       | Ferrari                      | 17       | 15      | 1       | 5      | 0                     | 0               | 48     |
| 7    | Nico Rosberg         | Williams-Toyota              | 17       | 16      | 0       | 0      | 0                     | 1               | 34.5   |
| 8    | Jarno Trulli         | Toyota                       | 17       | 13      | 0       | 3      | 1                     | 1               | 32.5   |
| 9    | Fernando Alonso      | Renault                      | 17       | 14      | 0       | 1      | 1                     | 2               | 26     |
| 10   | Timo Glock           | Toyota                       | 14**     | 14      | 0       | 2      | 0                     | 1               | 24     |
| 11   | Felipe Massa         | Ferrari                      | 9*       | 7       | 0       | 1      | 0                     | 1               | 22     |
| 12   | Heikki Kovalainen    | McLaren-Mercedes             | 17       | 12      | 0       | 0      | 0                     | 0               | 22     |
| 13   | Nick Heidfeld        | BMW Sauber-BMW               | 17       | 15      | 0       | 1      | 0                     | 0               | 19     |
| 14   | Robert Kubica        | BMW Sauber-BMW               | 17       | 14      | 0       | 1      | 0                     | 0               | 17     |
| 15   | Giancarlo Fisichella | Force India-Mercedes Ferrari | 17       | 16      | 0       | 1      | 1                     | 0               | 8      |
| 16   | Sébastien Buemi      | Toro Rosso-Ferrari           | 17       | 12      | 0       | 0      | 0                     | 0               | 6      |
| 17   | Adrian Sutil         | Force India-Mercedes         | 17       | 13      | 0       | 0      | 0                     | 1               | 5      |
| 18   | Kamui Kobayashi      | Toyota                       | 2        | 2       | 0       | 0      | 0                     | 0               | 3      |
| 19   | Sébastien Bourdais   | Toro Rosso-Ferrari           | 9        | 6       | 0       | 0      | 0                     | 0               | 2      |
| 20   | Kazuki Nakajima      | Williams-Toyota              | 17       | 13      | 0       | 0      | 0                     | 0               | 0      |
| 21   | Nelson Piquet, Jr.   | Renault                      | 10       | 8       | 0       | 0      | 0                     | 0               | 0      |
| 22   | Vitantonio Liuzzi    | Force India-Mercedes         | 5        | 4       | 0       | 0      | 0                     | 0               | 0      |
| 23   | Romain Grosjean      | Renault                      | 7        | 5       | 0       | 0      | 0                     | 0               | 0      |
| 24   | Jaime Alguersuari    | Toro Rosso-Ferrari           | 8        | 3       | 0       | 0      | 0                     | 0               | 0      |
| 25   | Luca Badoer          | Ferrari                      | 2        | 2       | 0       | 0      | 0                     | 0               | 0      |

* Felipe Massa, vozač Ferrarija, bio je prijavljen na Velikoj nagradi Mađarske ali nije startao radi incidenta na kvalifikacijama.
** Timo Glock, vozač Toyote, bio je prijavljen na Velikoj nagradi Japana ali nije startao radi incidenta na kvalifikacijama.

### Konstruktori
| Poz. | Konstruktor | Šasija  | Motor    | Startovi | Ciljevi | Pobjede | Podiji | Prva mjesta na startu | Najbrži krugovi | Bodovi |
| ---- | ----------- | ------- | -------- | -------- | ------- | ------- | ------ | --------------------- | --------------- | ------ |
| 1    | Brawn       | BGP 001 | Mercedes | 34       | 32      | 8       | 15     | 5                     | 4               | 172    |
| 2    | Red Bull    | RB5     | Renault  | 34       | 29      | 6       | 16     | 5                     | 6               | 153.5  |
| 3    | McLaren     | MP4-24  | Mercedes | 34       | 26      | 2       | 5      | 4                     | 0               | 71     |
| 4    | Ferrari     | F60     | Ferrari  | 33       | 29      | 1       | 6      | 0                     | 1               | 70     |
| 5    | Toyota      | TF109   | Toyota   | 33       | 29      | 0       | 5      | 1                     | 2               | 59.5   |
| 6    | BMW Sauber  | F1.09   | BMW      | 34       | 29      | 0       | 2      | 0                     | 0               | 36     |
| 7    | Williams    | FW31    | Toyota   | 34       | 30      | 0       | 0      | 0                     | 1               | 34.5   |
| 8    | Renault     | R29     | Renault  | 34       | 27      | 0       | 1      | 1                     | 2               | 26     |
| 9    | Force India | VJM02   | Mercedes | 34       | 28      | 0       | 1      | 1                     | 1               | 13     |
| 10   | Toro Rosso  | STR4    | Ferrari  | 34       | 21      | 0       | 0      | 0                     | 0               | 8      |

## Kontroverze oko namještanja utrke
U skandalu, od strane medija nazvanog "Crashgate", bivši vozač Renaulta Nelson Piquet, Jr. tijekom drugog dijela sezone 2009. istupio je u medijima s tvrdnjama o namještanju utrke tijekom Velike nagrade Singapura 2008. Tijekom Velike nagrade Belgije 2009., Piquet, kojeg je nekoliko tjedana ranije otpustio Renault, izjavio je da je od njega zatraženo da izleti tijekom utrke u Singapuru, što bi pomoglo njegovom timskom kolegi i eventualnom pobjedniku utrke Fernandu Alonsu. Renault je kažnjen uvjetnom kaznom od dvije godine zabrane nastupa u Formuli 1, nakon što je FIA ustanovila da su glavni menadžer Flavio Briatore i izvršni tehnički menadžer Renaulta Pat Symonds zatražili od Piqueta da izleti. Obojica su napusitili momčad prije saslušanja u WMSC-u, te su kažnjeni doživotnom zabranom (Briatore) i petogodišnjom zabranom (Symonds) sudjelovanja u Formuli 1. Postojale su glasine da je Renault bio spreman napustiti prvenstvo u slučaju teže kazne, ali FIA je u Briatoreu i Symondsu prepoznala jedine krivce i odlučila Renault kazniti uvjetno.

## Promjene u TV prenosima
| Država/Regija    | 2008.                  | 2009.                         |
| ---------------- | ---------------------- | ----------------------------- |
| Velika Britanija | ITV                    | BBC                           |
| Norveška         | TV3 i Viasat SportN    | Viasat Motor                  |
| Španjolska       | Telecinco i TV3        | Mediapro (laSexta), IB3 i TV3 |
| Bugarska         | BTV                    | TV7 i BTV                     |
| Indija           | ESPNStar alliance      | ESPN Star Sports              |
| Malezija         | Pay-TV Astro           | ESPN Star Sports i ntv7       |
| Danska           | TV2                    | TV3 Puls                      |
| Grčka            | Alpha TV               | ANT1                          |
| Rusija           | Ren-TV                 | RTR Sport                     |
| Turska           | CNN Türk               | TRT                           |
| Latvija          | LNT                    | TV3 i Viasat Sport Baltic     |
| Litva            | TV3                    | TV3 i Viasat Sport Baltic     |
| Ukrajina         | Megasport              | K1                            |
| Bliski istok     | Al Jazeera Sports      | Bahrain Sports                |
| Švedska          | Viasat Sport i TV6     | Viasat Motor                  |
| Estonija         | TV3                    | TV3 i Viasat Sport Baltic     |
| Kanada           | Speed – licenca od TSN | TSN, TSN2 i RDS               |
| Australija       | TEN i Ten HD           | TEN i One HD                  |

- BBC je ponovo dobio prava za prenose Formule 1 u Velikoj Britaniji nakon što ih je 1997. izgubio u korist ITV-a.
- U Španjolskoj, Telecinco je izgubio prava u korist Mediapro-a, glavnog dioničara LaSexta-e.[76]
- U Bugarskoj, TV7 je od BTV-a otkupio prava za sezone 2009., 2010. i 2011.[77]
- ESPN Star Sports dogovorio je petogodišnji ugovor za ekskluzivna prava prenosa Formule 1 u 24 azijske zemlje, uključujući Indiju, Hong Kong, Singapur, Maleziju i Južnu Koreju.[78]
- U Švedskoj, Viasat je produžio svoja prava na prenose do 2011. Prenosi će biti premješteni na novi kanal Viasat Motor, ali kvalifikacije i sažetci utrka bit će također i na TV6. To je prvi puta da u Švedskoj utrke nisu emitirane na free-to-view kanalu.[79]
- U Danskoj, TV3 Puls zamjenjuje TV2.
- U Grčkoj, ANT1 je otkupio prava za iduće tri godine, zamijenivši Alpha TV.[80]
- U Rusiji, RTR Sport zamjenjuje Ren-TV.[81]
- U Australiji, Ten i njegova podružnica One pokrivat će sezonu. One je uveden tijekom vikenda Velike nagrade Australije, te će prenositi sve utrke i uživo kvalifikacije kad je to moguće.
- U Latviji, TV3 i Viasat Sport Baltic otkupili su prava za iduće tri godine, zamijeniviši LNT, koji je utrke prenosio više od deset godina.
- U Ukrajini, K1 zamjenjuje Megasport.
- Na Bliskom istoku, Bahrain Sports zamjenjuje Al Jazeera Sports.[82]
- U Turskoj, TRT zamjenjuje CNN Türk.
- U Kanadi, TSN zamjenjuje Speed. Premda je TSN imao prava neko vrijeme, odobrio je prava prikazivanja u Kanadi SpeedTV-u. Za 2009. TSN se odlučio na vlastito prikazivanje utrka korištenjem trase BBC-a na svojim stanicama TSN i TSN2, kao i za vlastite francuske prenose na RDS-u.

### Nova partnerstva u Formuli 1
Korejska elektronička kompanija LG ušla je u partnerstvo s FOM (Formula One Management)
te se njihov logotip ističe na sustavima mjerenja vremena i televizijskoj grafici.

## Vanjske poveznice
- Službena stranica Formule 1 - formula1.com
- Rezultati sezone 2009. - www.webcitation.org